# Lido di Castel Fusano

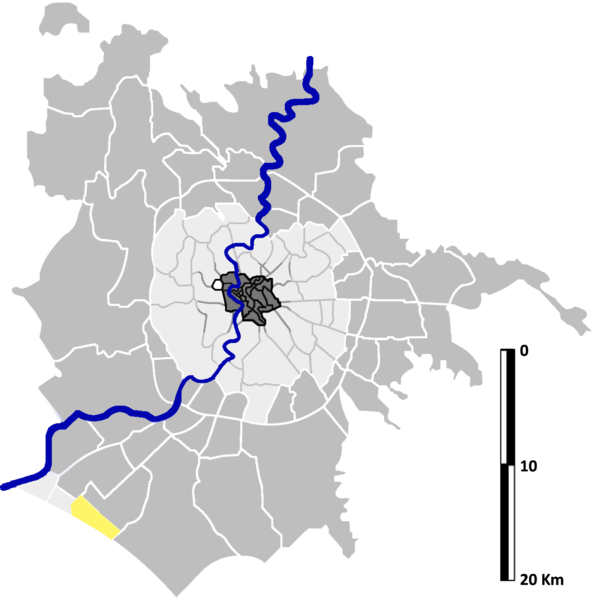
Localisation de Lido di Castel Fusano sur la carte administrative de Rome.

Lido di Castel Fusano est un quartiere (quartier) situé au sud-ouest de Rome, faisant partie de la localité d'Ostia, en Italie. Il est désigné dans la nomenclature administrative par Q.XXXV et fait partie du Municipio XIII. Sa population est de 1 210 habitants répartis sur une superficie de 6,182 9 km2.

## Géographie
Ce quartier est en bordure de Mer Tyrrhénienne.

## Lieux particuliers
- Parc urbain Pinède de Castel Fusano